# Izaak (koptyjski biskup pomocniczy)
Izaak (ur. 21 października 1937 jako Lu’is Fahmi Barsum) – duchowny Koptyjskiego Kościoła Ortodoksyjnego, od 2014 biskup pomocniczy odpowiedzialny za monaster św. Makarego w diecezji Damanhuru.

## Życiorys
Śluby zakonne złożył w Monasterze Syryjczyków. Święcenia kapłańskie otrzymał 25 czerwca 1967. 18 czerwca 1978 został mianowany chorbiskupem (stopień święceń wyższy od prezbitera, a niższy od biskupa). Sakrę otrzymał 1 czerwca 2014 jako biskup pomocniczy odpowiedzialny za monaster św. Makarego w diecezji Damanhuru.